# Iver Grunnet
Iver Grunnet (født 9. marts 1952 i Tiset) er en tidligere dansk håndboldspiller, som blandt andet deltog i sommer-OL 1980. I alt spillede han 52 landskampe for Danmark, hvor han scorede 58 mål.
Han spillede i en årrække håndbold for klubben Holte IF og var blandt andet med til at vinde DM-bronze i sæsonen 1979-1980. Derudover spillede han for FIF. Han var efter sin aktive karriere i en periode formand for Slagelse DFH.
Han var mellem 1976 og 1980 en del af Danmarks håndboldlandshold, hvor han spillede 52 kampe og scorede 58 mål. Han var med til OL 1980 på holdet, der endte på niendepladsen. Grunnet spillede i tre kampe og scorede tre mål.
Iver Grunnet arbejdede i omkring 36 år på Slagelse Gymnasium, heraf de sidste 17 som rektor. Han stoppede på denne post i 2017.